# Berufsgenossenschaft der Bauwirtschaft

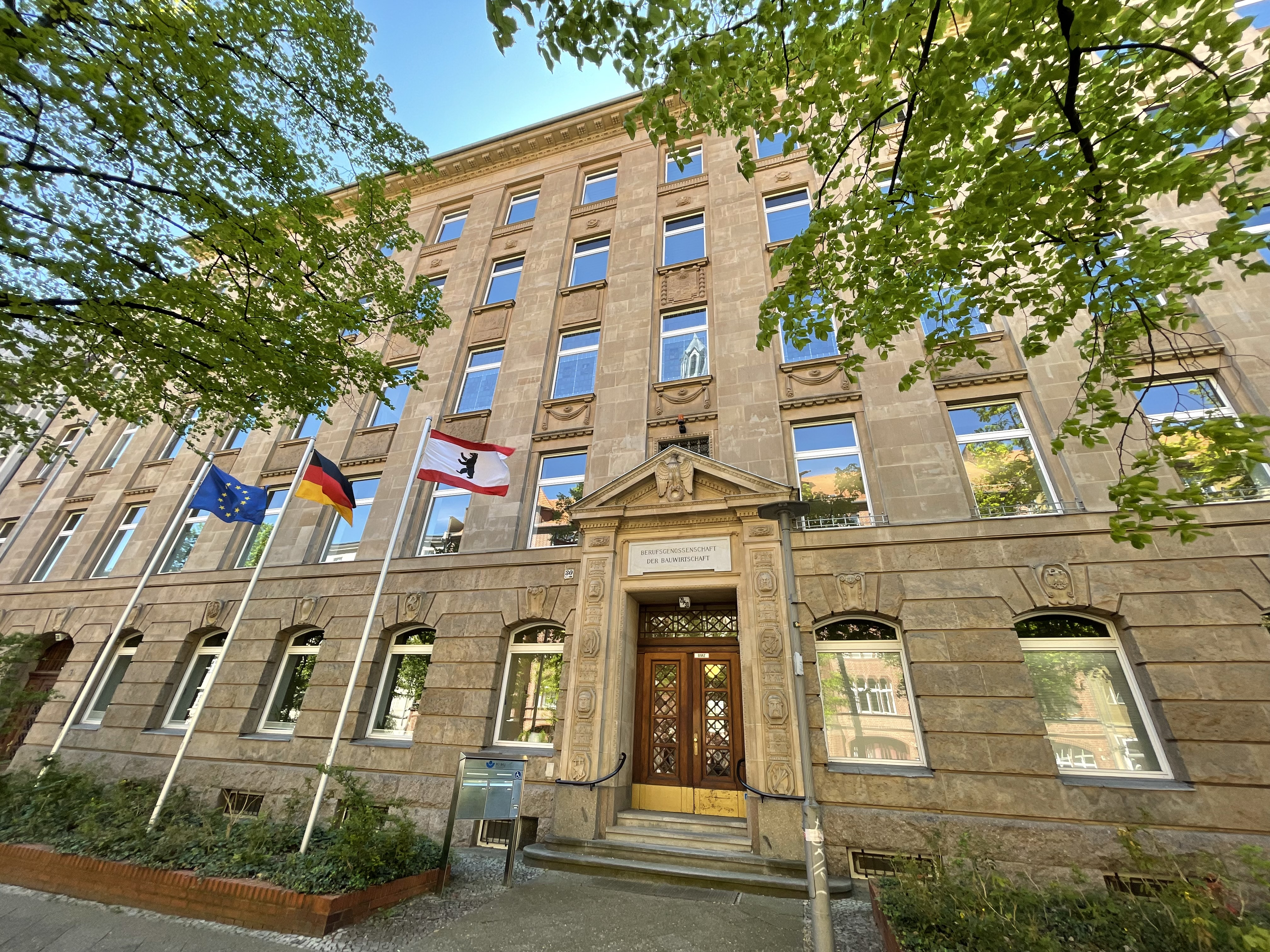
Gebäudefront der Hauptverwaltung der BG BAU in Berlin

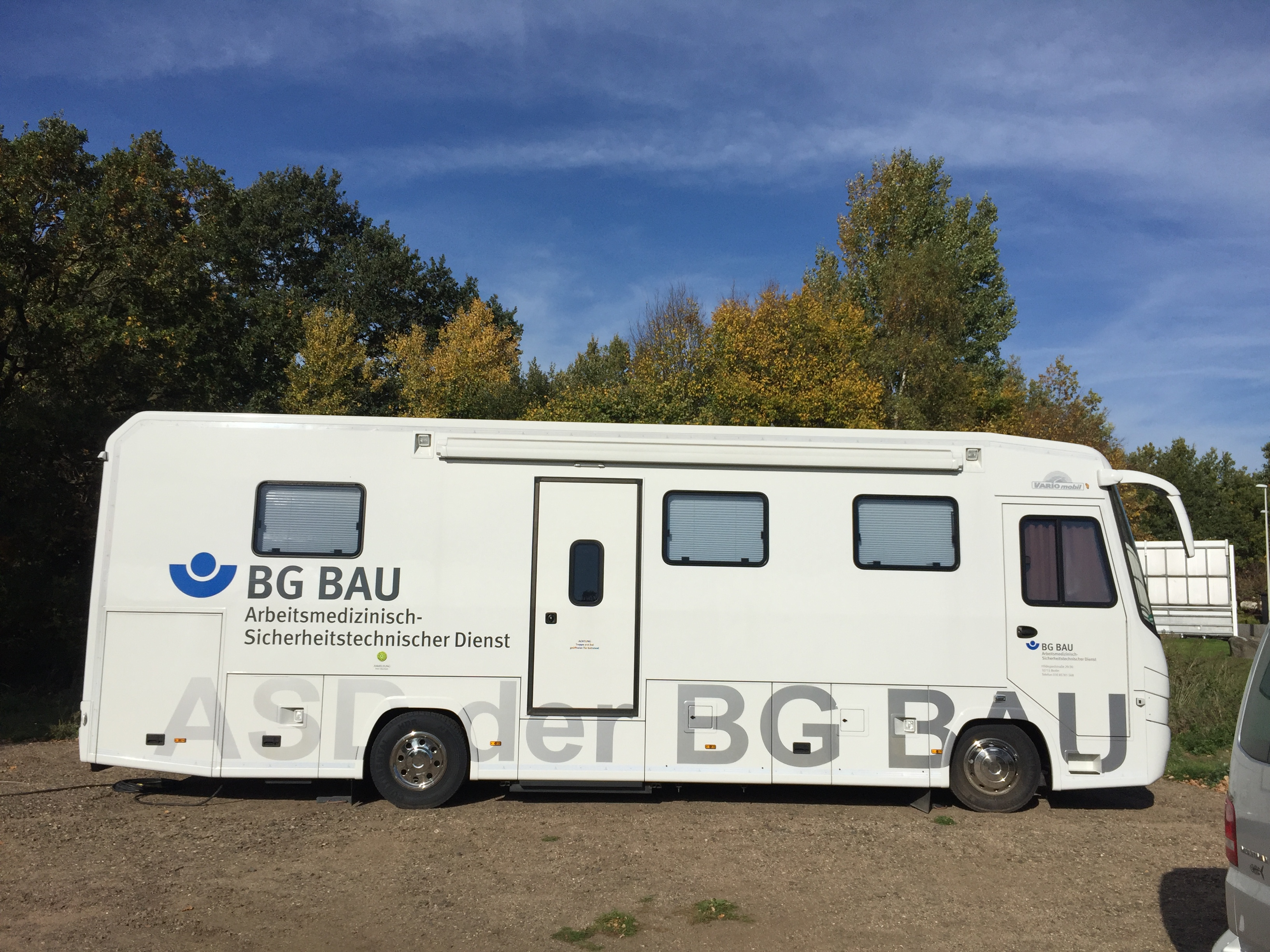
Info-Truck des Arbeitssicherheitsmedizinischen Dienstes

Die Berufsgenossenschaft der Bauwirtschaft (BG BAU) mit Sitz Berlin ist eine gewerbliche Berufsgenossenschaft in Deutschland und Teil der gesetzlichen Unfallversicherung. Wie auch die übrigen Träger der gesetzlichen Unfallversicherung ist sie nach dem Prinzip der Selbstverwaltung organisiert. In den Sozialwahlen bestimmte ehrenamtliche Vertreter von Versicherten- und Arbeitgeberseite steuern die Arbeit der BG BAU. Die Berufsgenossenschaften finanzieren sich aus den Beiträgen der Unternehmer. Die Versicherten (Beschäftigten) zahlen keine Beiträge zur gesetzlichen Unfallversicherung.
Als Körperschaft des öffentlichen Rechts steht die BG BAU unter staatlicher Aufsicht. Das bedeutet insbesondere, dass sie an gesetzliche Vorschriften wie das Sozialgesetzbuch gebunden ist.

## Aufgaben
Als deutscher Sozialversicherungsträger betreut die BG BAU im Rahmen der gesetzlichen Unfallversicherung bundesweit Unternehmen der Bauwirtschaft und der baunahen Dienstleistungen. Die BG BAU ist – vorbehaltlich des § 129 Absatz 1 Nummer 3 SGB VII – darüber hinaus auch zuständig für private, nicht gewerbsmäßige Bauarbeiten gemäß § 129 Abs. 1 Nr. 3 SGB VII.
Die BG BAU betreut mehr als drei Millionen Versicherte in etwa 580.000 Unternehmen des Hoch- und Tiefbaus, des Ausbaugewerbes sowie verschiedener Dienstleistungsbranchen wie Schornsteinfeger und Gebäudereiniger. Dazu kommen rund 58.000 private Bauvorhaben.
Im Rahmen ihres gesetzlichen Auftrags fördert die BG BAU Arbeitssicherheit und Gesundheitsschutz am Arbeitsplatz, um Arbeitsunfälle und Berufskrankheiten zu vermeiden. Kommt es dennoch zu Arbeitsunfällen oder Berufskrankheiten, bietet die BG BAU umfassende medizinische Betreuung und Rehabilitation mit allen geeigneten Mitteln. Zudem sorgt sie für die Wiedereingliederung der Betroffenen in das berufliche und soziale Leben und leistet finanzielle Entschädigung.

## Hintergrund
Die BG BAU ging am 1. Mai 2005 aus der Fusion von sieben regionalen Bau-Berufsgenossenschaften und der Tiefbau-Berufsgenossenschaft hervor. Hintergrund der Fusion war der enorme Anstieg der Beiträge für die Mitgliedsunternehmen aufgrund der immer geringeren Zahl von Beschäftigten in der Baubranche. Gleichzeitig blieben die Kosten für alte Versicherungsfälle und die Lasten der Wiedervereinigung unverändert hoch. Ein weiteres, bis heute fortbestehendes Problem stellt der Versicherungsschutz für Schwarzarbeiter dar, da diesem keine Einnahmen gegenüberstehen. Die hieraus resultierenden Kosten sind von den ordnungsgemäß tätigen Unternehmen mitzufinanzieren.
Daher beteiligt sich die BG BAU an der Bekämpfung und Eindämmung von Schwarzarbeit und illegaler Beschäftigung. Durch Schwarzarbeit und illegale Beschäftigung entgehen den Berufsgenossenschaften nicht nur erhebliche Beiträge, es passieren dabei auch Unfälle. Die Folgen sind oft von der Berufsgenossenschaft zu entschädigen, obwohl für die „illegal“ Beschäftigten keine Beiträge entrichtet wurden. Diese Kosten gehen zu Lasten der Solidargemeinschaft.
Um Nachteilen für zugehörige Unternehmen entgegenzuwirken und im Kampf gegen Schwarzarbeit, arbeitet die BG BAU als sogenannte Unterstützungsbehörde daher eng mit den Ermittlungsbehörden zusammen. Sie engagiert sich bei Aktionstagen gegen Schwarzarbeit und hilft bei der Auswertung der dort beschlagnahmten Unterlagen. Häufig können so Beiträge zur gesetzlichen Unfallversicherung nacherhoben werden.
Bei gemeldeten Arbeitsunfällen wird überprüft, ob die Verletzten ordnungsgemäß zur Sozialversicherung gemeldet wurden. Im Falle einer Nichtmeldung können die erbrachten Leistungen im Wege des Regresses eingefordert werden (§110 Abs. 1a SGB VII).